# الک کریگ
الک کریگ (انگلیسی: Alec Craig؛ ۱۸۸۴ – ۲۵ ژوئن ۱۹۴۵) بازیگر اهل اسکاتلند بود.
از فیلم‌ها یا برنامه‌های تلویزیونی که وی در آن نقش داشته است، می‌توان به لسی به خانه بر می‌گردد، سوءظن، ماری ملکه اسکاتلند و دختر دانا اشاره کرد.